# Martin Steuble
Martin Markus Pineda Steuble (Schlieren, 9 giugno 1988) è un ex calciatore svizzero naturalizzato filippino, di ruolo centrocampista.

## Carriera

### Club
Ha giocato in prima divisione svizzera con le maglie di Neuchâtel Xamax e Grasshoppers, ed in Europa League con la maglia del Losanna.

### Nazionale
Ha giocato nella nazionale filippina.

## Statistiche

### Cronologia presenze e reti in nazionale
| Cronologia completa delle presenze e delle reti in nazionale ― Filippine | Cronologia completa delle presenze e delle reti in nazionale ― Filippine | Cronologia completa delle presenze e delle reti in nazionale ― Filippine | Cronologia completa delle presenze e delle reti in nazionale ― Filippine | Cronologia completa delle presenze e delle reti in nazionale ― Filippine | Cronologia completa delle presenze e delle reti in nazionale ― Filippine | Cronologia completa delle presenze e delle reti in nazionale ― Filippine | Cronologia completa delle presenze e delle reti in nazionale ― Filippine |
| Data                                                                     | Città                                                                    | In casa                                                                  | Risultato                                                                | Ospiti                                                                   | Competizione                                                             | Reti                                                                     | Note                                                                     |
| ------------------------------------------------------------------------ | ------------------------------------------------------------------------ | ------------------------------------------------------------------------ | ------------------------------------------------------------------------ | ------------------------------------------------------------------------ | ------------------------------------------------------------------------ | ------------------------------------------------------------------------ | ------------------------------------------------------------------------ |
| 7-6-2021                                                                 | Sharja                                                                   | Cina                                                                     | 2 – 0                                                                    | Filippine                                                                | Qual. Mondiali 2022                                                      | -                                                                        | 21’                                                                      |
| 11-6-2021                                                                | Sharja                                                                   | Filippine                                                                | 3 – 0                                                                    | Guam                                                                     | Qual. Mondiali 2022                                                      | -                                                                        | 84’                                                                      |
| Totale                                                                   |                                                                          | Presenze                                                                 | 2                                                                        |                                                                          | Reti                                                                     | 0                                                                        |                                                                          |